# Brousse (fromage)
Pour les articles homonymes, voir brousse.
Brousse est l'appellation francisée du provençal brousso ( et brossa ou broça selon la norme classique de l'occitan), « lait caillé » en français, désignant un fromage de lactosérum originaire de Provence, mais aussi du Languedoc-Roussillon. La brousse a une pâte blanche et une texture grumeleuse. Elle est élaborée majoritairement avec du lactosérum de lait de vache, de brebis ou de chèvre.

## Histoire
Originellement, la brousse est confectionnée à partir du lactosérum résultant de l'élaboration de fromages de lait de chèvre[réf. nécessaire]. La brousse du Rove à base de lait fait exception.
Au sens de l'administration française et de l'office fédéral suisse de la santé publique, la brousse  n'est donc pas un fromage mais un produit laitier, tout comme les autres  fromages de lactosérum ou « recuites ». Le principal composant de la brousse est l’albumine (protéine du petit-lait).
Plus précisèment, les fromages et les "fromages" de lactoserum sont des produits distincts dans le Codex Alimentarius. Dans le Système d'appelation de l'Union Européenne, les "fromages de lactoserum comme la brousse ou la ricotta sont en classe 1.4 avec les "autres produits d'origine animale" alors que les fromages sont en classe 1.3 .
Historiquement, c'est une façon pour les paysans pauvres ayant une production principale de fromage (tomes) avec comme sous produit du petit lait (lactosérum), de valoriser celui-ci, donné en nourriture aux porcs dans d'autres endroits parfois aujourd'hui encore.
Récemment, ces sous-produits dans les effluents étaient un problème pour les laiteries Industrielles qui devaient construire des stations d'épuration pour les traiter, des unités plus petites pratiquant l'épandage.
Certains fromagers racontent une légende : le frémissement lors de l'ajout de vinaigre lors de la fabrication aurait donné le nom à ce fromage. C'est toutefois le verbe utilisé par les producteurs pour désigner ce moment. Une autre dit que le verbe brousser signifie battre, mélanger en dialecte. Les trois ont peut-être une même origine.
L'adjonction de lait et de crème au lactosérum est de plus en plus pratiquée, permettant de le rendre plus onctueux et plus crémeux.
Dans le livre Balade au pays des fromages : Les traditions fromagères en France de Jean Froc, on peut lire : « Dans les Bouches-du-Rhône, cette recuite, issue de la race de chèvre du Rove, s'appelle brousse du Rove. Il est remarqué au moins depuis le début du XIXe siècle. De nos jours, ce brousse toujours rare et recherché à Marseille et dans la région, a changé : il est fait soit avec le lait des chèvres du Rove, soit avec du lait de vache ; en tout cas, c'est de lait qu'il s'agit et non plus de lactosérum. Néanmoins, il est encore dégusté sucré, arrosé d'eau de fleur d'oranger, ou sert de base à un gâteau aux œufs. »
A noter, par souci du détail pittoresque, que dans le Comté de Nice on parle de brousse plutôt que de la brousse.

## Différence entre brocciu et brousse
Le brocciu est fabriqué à partir du lactosérum des chèvres corses, par un procédé de transformation propre à l'île. La brousse, originaire de Provence, est à base du lactosérum de lait de vache, de chèvre ou d’un mélange issu de plusieurs laits ; elle diffère du brocciu par son goût et une partie de son procédé de fabrication. Ces deux produits laitiers se distinguent en outre par leur texture et leurs caractéristiques culinaires : le brocciu est crémeux et onctueux, tandis que la brousse est sèche et ferme. Ils sont tous deux fabriqués, en tout ou partie, à partir de lait de chèvre, mais ils proviennent de deux régions différentes : le brocciu est fabriqué en Corse, tandis que la brousse est originaire de Provence.

## Différentes productions

### Brousse fermière
La brousse fermière est fabriquée exclusivement en Basse-Provence uniquement à base de lait de chèvre ou de lait de brebis. Son goût acidulé la fait entrer dans des recettes salées ou sucrées.

#### Brousse du Rove fermière
Une des élaborations fermières la plus connue est la brousse du Rove. Cette transformation est atypique du fait de l'emploi de lait et non-pas de lactosérum. Elle est fabriquée avec du lait de chèvre de la race chèvre du Rove paissant sur le Rove ou un des massifs proche de Marseille.

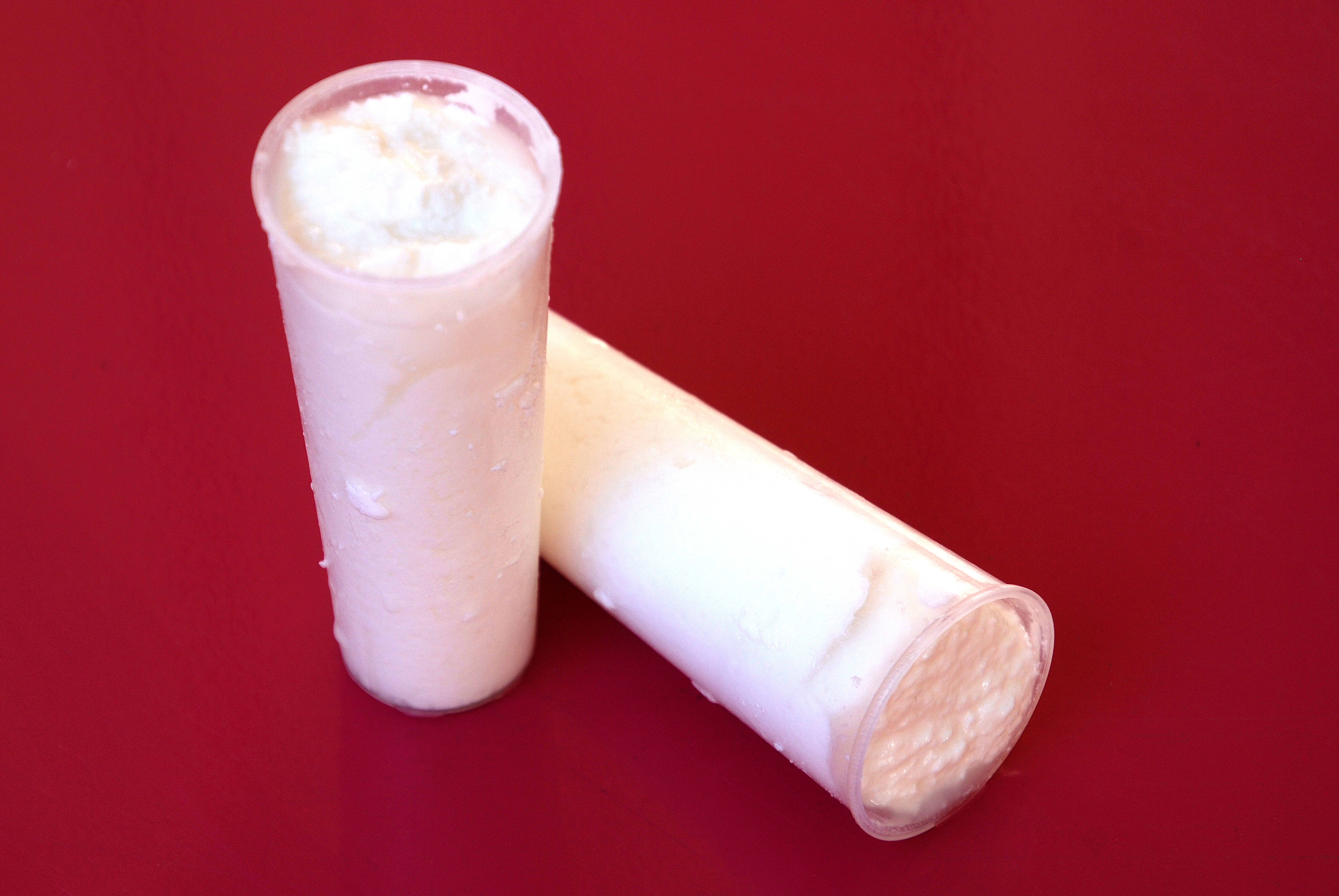
Brousses du Rove dans leurs moules.

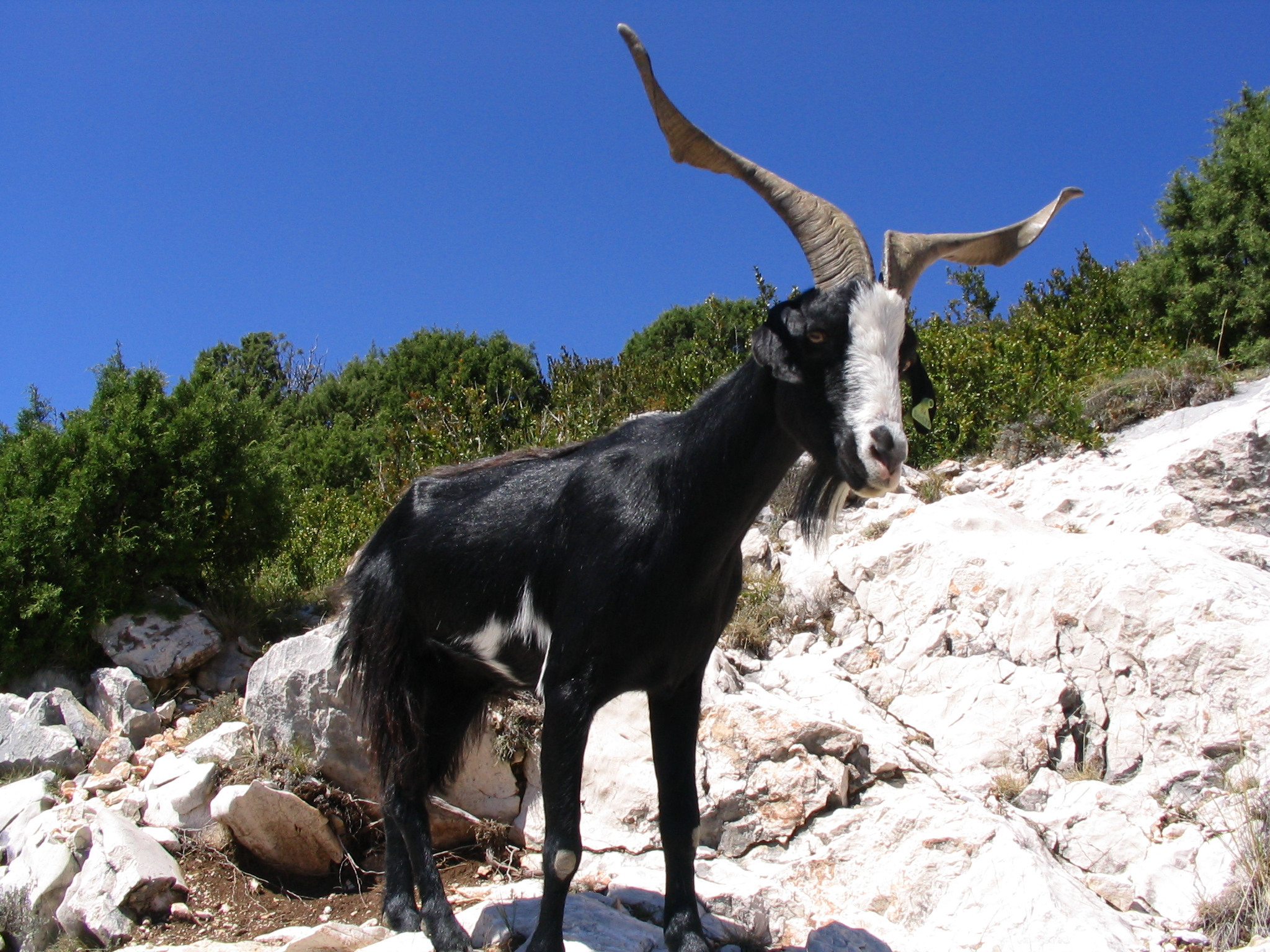
Chèvre du Rove.

Pour le commerce, elle se présente sous deux conditionnements : en paniers ou en cônes (plus répandus).
Les moules cylindriques allongés seraient une réminiscence de la tradition qui les aurait fait servir dans des cornes de bélier qui avaient laissé la place à des cornets en fer blanc puis en plastique.

### Brousse laitière

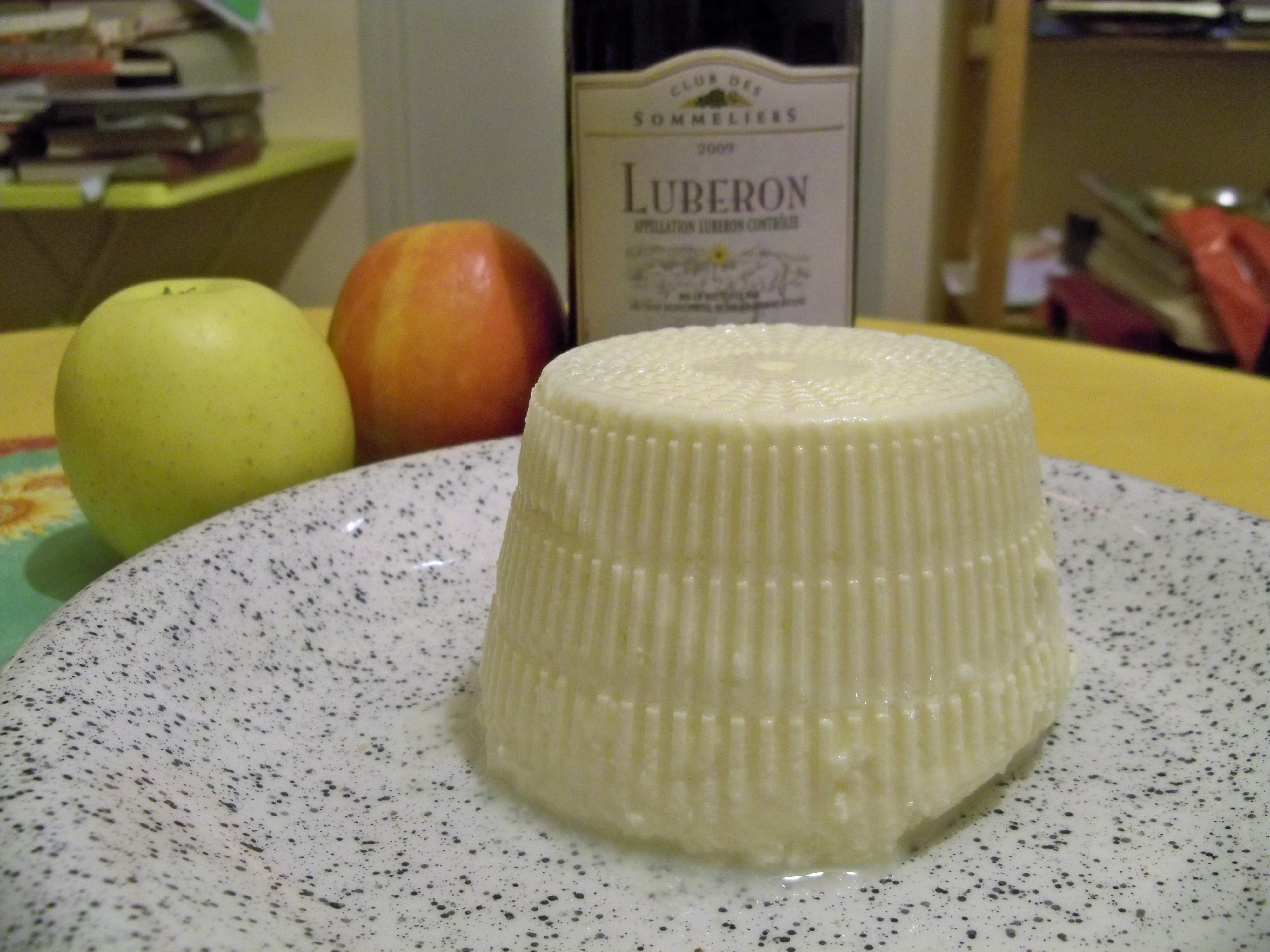
Brousse laitière.

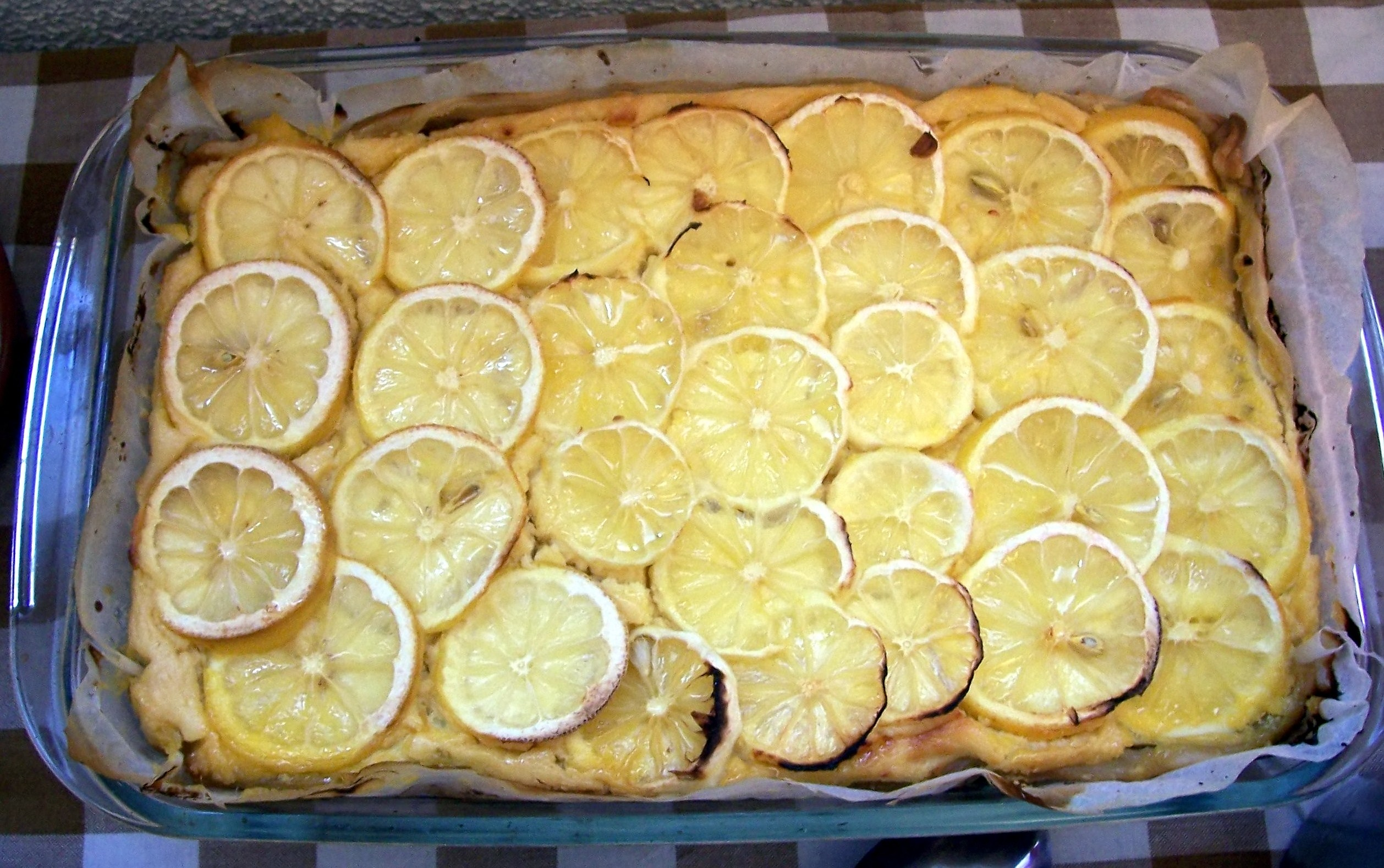
Gâteau à la brousse et au citron.

La brousse laitière est fabriquée à partir de lait de vaches ou de chèvres alpines chauffé à près de 90 °C. Quand elle a refroidi, il y est versé du vinaigre pour obtenir la coagulation. Cette brousse est commercialisée dans des moules permettant son égouttage.

### Brousse industrielle
Des élaborations à partir de lactosérum de vache existent aussi. Elles entrent dans la catégorie des brousses industriels.
Plusieurs petites fromageries fabriquent la brousse en dessous du Rhône et de l'Isère (La fermière, Brousse Bourdin), jusque dans le Larzac et plus loin LouPerac. Si certaines sont au centre de leur propre circuit de collecte, ce n'est pas le cas de toutes, les élevages laitiers en plein air ayant disparu de Provence.
Les fromagers citent aussi la brousse de la Vésubie  (fromage de brebis produit dans l’arrière-pays niçois), alors qu'une laiterie de Givors occupe une part importante du marché de la brousse "industrielle".

## Composition
Suivant l'origine des laits, la nature du fromage et le terroir, on obtient des lactosérums différents et des recuites différents.
- Brousse Bourdin (en 2022) : à base de lait de vache et de lactosérum, pour 100 g, 10 g de matières grasses, 4,4 g de glucides, 8 g de protéines, plus de 75.% d'eau.
- La Fermière (Aubagne, 2022) : à base de lait de vache (58 %) et de lactosérum (9,7 %), de crème et de protéines de lactosérum, avec pour 100 g, 10 g de matières grasses, 9,1 g de glucides, 7,6 g de protéines, plus de 73 % d'eau.

## Modes de consommation
La brousse se consomme ou se déguste nature mais aussi agrémentée de sucre, miel, confiture, fines herbes et fleur d’oranger ou encore arrosée d’un coulis de fruits rouges ou de sirop d’érable. Elle s'emploie tant dans les préparations culinaires salées que sucrées, dont le Fiadone corse.

## Mets à base de brousse
- Beignet de brousse du Rove
- Légumes farcis
- Gâteau brousse et citron
- La Flaune aveyronnaise